# Học viện Ngoại giao Trung Quốc
Học viện Ngoại giao Trung Quốc (tiếng Hoa giản thể: 外交学院; tiếng Hoa phồn thể: 外交學院; Pinyin: Wàijiāo xuéyuàn) là một trường đại học chuyên đào tạo ngoại giao tại Bắc Kinh. Trường được thành lập năm 1955, thuộc Bộ Ngoại giao Trung Quốc. Trường đào tạo các môn: tiếng Anh, tiếng Pháp, tiếng Nhật, ngoại giao, luật quốc tế và kinh tế.